# Знамя (Гомельская область)
Знамя (бел. Знамя; до 3 июля 1964 года — Быки) — деревня в Кормянском сельсовете Добрушского района Гомельской области Белоруссии.

## География
В 25 км на юго-восток от районного центра Добруша и железнодорожной станции в этом городе, в 52 км от Гомеля.

## Транспортная система
Транспортная связь по просёлочной, а затем по автодороге Васильевка — Добруш. В деревне 43 жилых дома (2004 год). Планировка состоит из 2 прямолинейных, параллельных улиц с ориентацией с юго-запада на северо-восток, улицы соединены переулком. Застройка кирпичными домами усадебного типа.

## Административное устройство
До 14 января 2023 года входила в состав Кузьминичского сельсовета. В связи с объединением Кормянского и Кузьминичского сельсоветов Добрушского района Гомельской области в одну административно-территориальную единицу — Кормянский сельсовет, включена в состав Кормянского сельсовета.

## История
По письменным источникам деревня известна с XVIII века как селение во владениях Чарторыйских. После 1-го раздела Речи Посполитой (1772 год) в составе Российской империи. С 1775 году деревня находилась во владении фельдмаршала графа П. А. Румянцева-Задунайского. В Гомельской волости Белицком повете Могилёвской губернии. В 1795 году в Зефельдской экономии Гомельского имения. С 1834 года владение фельдмаршала графа И. Ф. Паскевича. В 1879 году работал сахарный завод. В 1884 году работала ветряная мельница. В 1897 году находились хлебозапасный магазин, лавка, корчма. В Поповской волости Гомельского уезда Могилёвской губернии. В 1909 году — школа. Рядом располагался одноимённый фольварок.
В 1926 году в деревне работало почтовое отделение.
С 8 декабря 1926 года до 30 декабря 1927 года деревня являлась центром Быковского сельсовета Краснобудского, с 4 августа 1927 года Тереховского районов Гомельского округа.
В 1929 году организован колхоз имени С. М. Будённого. Работали кирпичное производство, кузница.
Во время Великой Отечественной войны оккупанты в сентябре 1943 года сожгли 120 дворов.
В 1972 году в составе колхоза «Заря коммунизма» с центром в деревне Кузьминичи.
В 1972 году в деревню переселилась часть жителей посёлка Ягодное.

## Население

### Численность
- 2004 год — 43 двора, 59 жителей.

### Динамика
- 1776 год — 22 двора, 170 жителей.
- 1788 год — 220 жителей.
- 1795 год — 242 жителя.
- 1816 год — 55 дворов, 276 жителей.
- 1834 год — 391 житель.
- 1884 год — 82 двора, 539 жителей.
- 1897 год — 92 двора, 473 жителя (согласно переписи).
- 1909 год — 104 двора, 709 жителей.
- 1926 год — 118 дворов.
- 1940 год — 149 дворов.
- 1959 год — 415 жителей (согласно переписи).
- 2004 год — 43 двора, 59 жителей.